# Joshua Tetlow
Joshua Tetlow (* 12. Januar 1998 in Frimley, England) ist ein britischer Eishockeyspieler, der seit 2023 erneut bei den Nottingham Panthers in der Elite Ice Hockey League unter Vertrag steht.

## Karriere
Joshua Tetlow begann seine Karriere als Eishockeyspieler in Bracknell, wo er zunächst in verschiedenen Nachwuchsmannschaften und von 2014 bis 2017 für die Bracknell Bees in der English Premier Ice Hockey League spielte. Von 2017 bis 2020 spielte er erstmals für die Nottingham Panthers in der Elite Ice Hockey League, war zwischenzeitlich aber auch an die klassentieferen Peterborough Phantoms verliehen. Die Saison 2020/21 begann er bei JHT Kalajoki aus der drittklassigen finnischen Suomi-sarja, kehrte aber im Februar 2021 nach Nottingham zurück und gewann mit dem Team aus der Robin-Hood-Stadt die aufgrund der COVID-19-Pandemie verkürzte Saison der Elite Ice Hockey League. 2022 ging er erneut nach Finnland und spielte dort ein Jahr bei Rovaniemen Kiekko in der zweitklassigen Mestis. Seit 2023 steht er erneut in Nottingham unter Vertrag.

### International
Mit der britischen Juniorenauswahl nahm Tetlow an den U20-Weltmeisterschaften 2017 in der Division I und 2018 in der Division II teil.
Für Großbritannien nahm Tetlow im Herren-Bereich erstmals an der Weltmeisterschaft 2021 in der Top-Division teil, in der er auch 2022 spielte. Nach dem Abstieg 2022 spielte er bei der Weltmeisterschaft 2022 in der Division I, als der sofortige Wiederaufstieg in die Top-Division gelang.

## Erfolge und Auszeichnungen
- 2014 Britischer U18-Meister mit den Bracknell Drones
- 2021 Gewinn der EIHL-Series mit den Nottingham Panthers
- 2023 Aufstieg in die Top-Division bei der Weltmeisterschaft der Division I, Gruppe A

## Statistik
(Stand: Ende der Spielzeit 2022/23)